# اثر موقعیت رشته‌ای
اثرِ موقعیتِ رشته‌ای گرایشِ فرد به یادآوری‌یِ بهترِ نخستین و آخرین فقره‌های یک رشته  نسبت به مواردِ میانی‌ست.  این اصطلاح توسط هرمان ابینگهاوس از طریق مطالعاتی که روی خودش انجام داد ابداع شد و به این یافته اشاره دارد که دقت یادآوری تابعی از موقعیت یک آیتم در فهرست مطالعاتی‌ست. وقتی از افراد خواسته می‌شود فهرستی از آیتم‌ها را با ترتیبِ دل‌خواه به یاد بیاورند (یادآوری آزاد)، افراد تمایل دارند تا از پایان لیست شروع به خاطرآوری کرده و موارد انتهایی را بهتر به‌یادآوری می‌کنند. (اثر تازگی - recency effect). در میان آیتم‌های اولیه‌ی فهرست، چند فقره‌ی اول بیشتر از آیتم‌های میانی (اثر برتری - primacy effect) یادآوری می شوند.

## سرچشمه
1. ↑  Coleman, Andrew (2006). Dictionary of Psychology (Second ed.). Oxford University Press. p. 688.
2. ↑  Ebbinghaus, Hermann (1913). On memory: A contribution to experimental psychology. New York: Teachers College.
3. ↑  Deese and Kaufman (1957) Serial effects in recall of unorganized and sequentially organized verbal material, J Exp Psychol. 1957 Sep;54(3):180-7
4. ↑  Murdock, Bennet (1962). "Serial Position Effect of Free Recall" (PDF). Journal of Experimental Psychology. 64 (5): 482–488. doi:10.1037/h0045106. Archived from the original (PDF) on 2016-12-21.

## بیشتر خواندن
- لیبرمن، دیوید A. یادگیری و حافظه: یک رویکرد یکپارچه. بلمونت، کالیفرنیا: تامسون/وادزورث ، 2004،شابک ‎۹۷۸−۰−۵۳۴−۶۱۹۷۴−۹ .